# 柏原市
柏原市（日语：／ Kashiwara shi */?）是位於日本大阪府東部的城市，主要市區位於轄區西部大和川和石川匯流處附近的平原區域，東部約三分之二區域為包括生駒山地和金剛山地的山區。由於主要市區距離大阪市市區約20公里，因此也發展成大阪市的臥城。
由於本市和鄰近的奈良縣橿原市的日文發音為非常相近的「Kashiwara」和「Kashihara」，而奈良縣御所市也有個名為「柏原」且日文發音相同的地區，這些區域因此經常造成混淆。
主要農產為葡萄，也因此本地有釀葡萄酒產業，通常以「河內葡萄酒」或「柏原葡萄酒」的名義在銷售。

## 人口
| 柏原市人口分布圖 |                                               |  |
| 柏原市與日本全國年齡別人口分布比較圖 （2005年資料） | 柏原市的年齡、男女別人口分布圖 （2005年資料） |  |
| ■紫色是柏原市 ■綠色是全国 | ■藍色是男性 ■紅色是女性                       |  |
| 柏原市人口變化 \| 1970年 \| 53,104人 \| \| \| 1975年 \| 63,586人 \| \| \| 1980年 \| 69,836人 \| \| \| 1985年 \| 73,252人 \| \| \| 1990年 \| 76,819人 \| \| \| 1995年 \| 80,303人 \| \| \| 2000年 \| 79,227人 \| \| \| 2005年 \| 77,034人 \| \| \| 2010年 \| 74,773人 \| \| \| 2015年 \| 71,112人 \| \| \| 2020年 \| 68,775人 \| \| |                                               |  |
| 資料來源：日本總務省統計中心提供之人口普查數據 |                                               |  |
| 1970年 | 53,104人                                      |  |
| 1975年 | 63,586人                                      |  |
| 1980年 | 69,836人                                      |  |
| 1985年 | 73,252人                                      |  |
| 1990年 | 76,819人                                      |  |
| 1995年 | 80,303人                                      |  |
| 2000年 | 79,227人                                      |  |
| 2005年 | 77,034人                                      |  |
| 2010年 | 74,773人                                      |  |
| 2015年 | 71,112人                                      |  |
| 2020年 | 68,775人                                      |  |

## 歷史

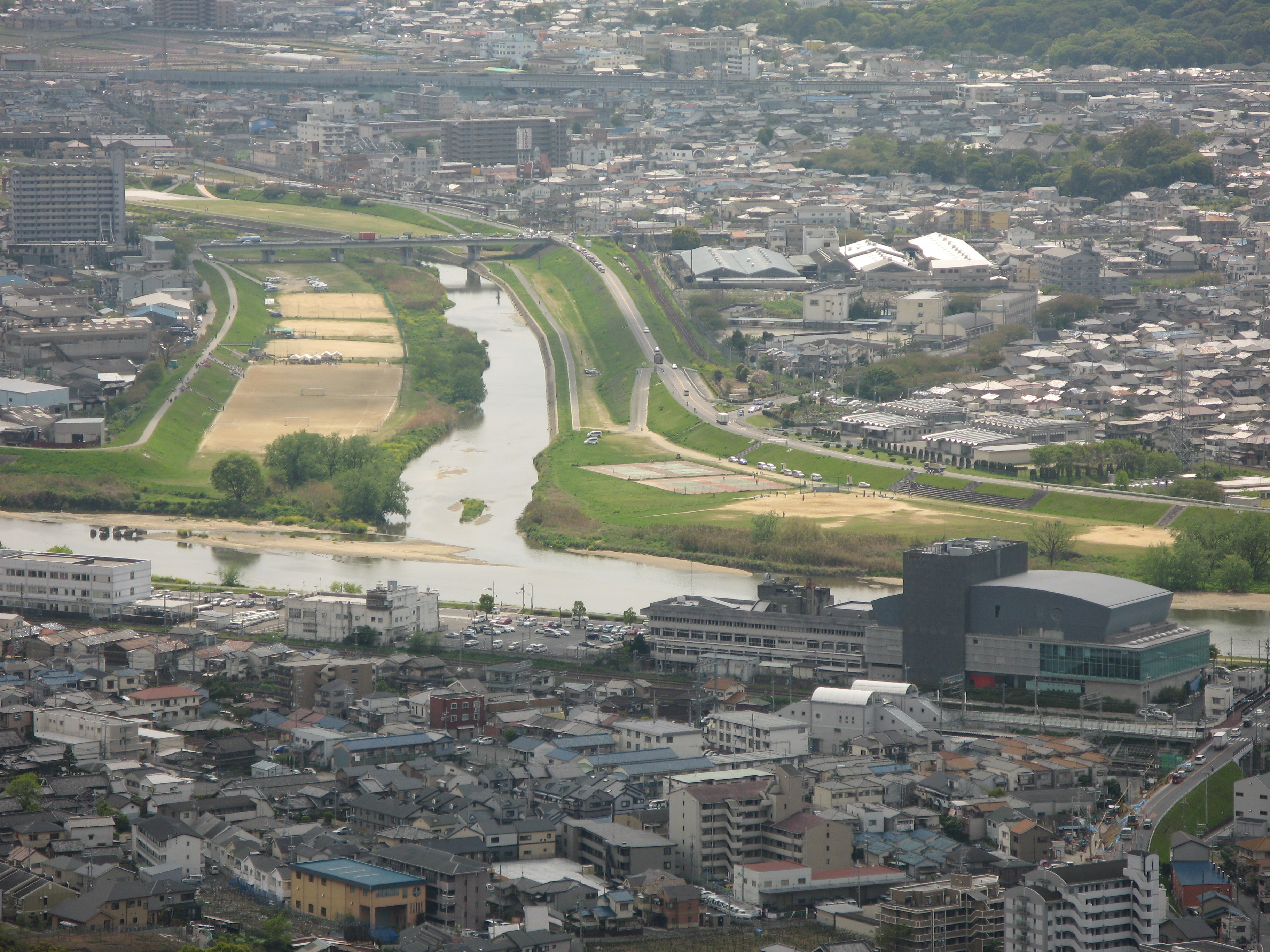
大和川和石川匯流處

在令制國時代分屬於河內國志紀郡、安宿部郡、大縣郡三郡，轄區內亦有多所4世紀至7世紀期的古墳。過去也由於位於大和國利用大和川連結難波的要道而繁榮。
在江戶時代，此區域多屬小田原藩和幕府的直屬領地，19世紀末明治維新後，這些區域曾先後隸屬大坂裁判所司農局、大阪府南司農局、河內縣、堺縣，直到1881年堺縣被併入大阪府後，此區域也隨之成為大阪府的轄區。
1889年日本實施町村制，現在的柏原市轄區在當時分屬柏原村、國分村、玉手村、堅下村、堅上村五個行政區劃。位於北部的柏原村先於1915年升格改制為柏原町，1939年再與位於西北部山區的堅下村和堅上村合併為新設立的柏原町；而位於東南部的國分村和位於西南部的玉手村則在1931年合併為新設立的國分村，再於1941年升格改制為國分町。柏原町和國分町在1956年進一步合併為新設立的柏原町，1958年再升格為現在的柏原市。

### 變遷表
| 1889年4月1日 | 1889年 - 1926年     | 1926年 - 1944年           | 1926年 - 1944年           | 1945年 - 1954年           | 1955年 - 1988年            | 1955年 - 1988年      | 1989年 - 現在        | 現在                 |
| ------------ | ------------------- | ------------------------- | ------------------------- | ------------------------- | -------------------------- | -------------------- | -------------------- | -------------------- |
| 柏原村       | 1915年1月1日 柏原町 | 1939年7月1日 合併為柏原町 | 1939年7月1日 合併為柏原町 | 1939年7月1日 合併為柏原町 | 1956年9月30日 合併為柏原町 | 1958年10月1日 柏原市 | 1958年10月1日 柏原市 | 1958年10月1日 柏原市 |
| 堅上村       |                     | 1939年7月1日 合併為柏原町 | 1939年7月1日 合併為柏原町 | 1939年7月1日 合併為柏原町 | 1956年9月30日 合併為柏原町 | 1958年10月1日 柏原市 | 1958年10月1日 柏原市 | 1958年10月1日 柏原市 |
| 堅下村       |                     | 1939年7月1日 合併為柏原町 | 1939年7月1日 合併為柏原町 | 1939年7月1日 合併為柏原町 | 1956年9月30日 合併為柏原町 | 1958年10月1日 柏原市 | 1958年10月1日 柏原市 | 1958年10月1日 柏原市 |
| 國分村       | 國分村              | 1931年6月1日 合併為國分村 | 1941年4月1日 國分町       | 1941年4月1日 國分町       | 1956年9月30日 合併為柏原町 | 1958年10月1日 柏原市 | 1958年10月1日 柏原市 | 1958年10月1日 柏原市 |
| 玉手村       |                     | 1931年6月1日 合併為國分村 | 1941年4月1日 國分町       | 1941年4月1日 國分町       | 1956年9月30日 合併為柏原町 | 1958年10月1日 柏原市 | 1958年10月1日 柏原市 | 1958年10月1日 柏原市 |

## 交通
轄內主要車站為西日本旅客鐵道關西本線和近畿日本鐵道道明寺線交會的柏原車站。

### 鐵路
- 西日本旅客鐵道
  -  關西本線（大和路線）：（←奈良縣三鄉町） - 河內堅上車站 - 高井田車站 - 柏原車站 - （八尾市→）
- 近畿日本鐵道
  -  大阪線：（←八尾市） - 法善寺車站 - 堅下車站 - 安堂車站 - 河內國分車站 - 大阪教育大前車站 - （奈良縣香芝市→）
  -  道明寺線：（藤井寺市） - 柏原南口車站 - 柏原車站

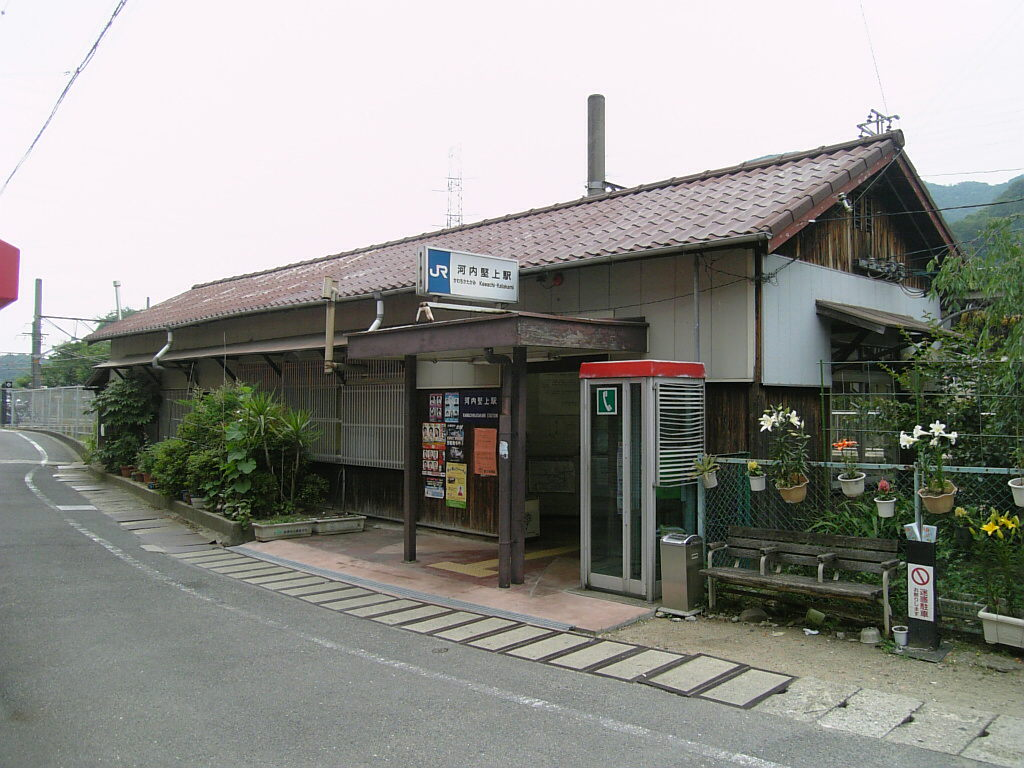
河內堅上車站
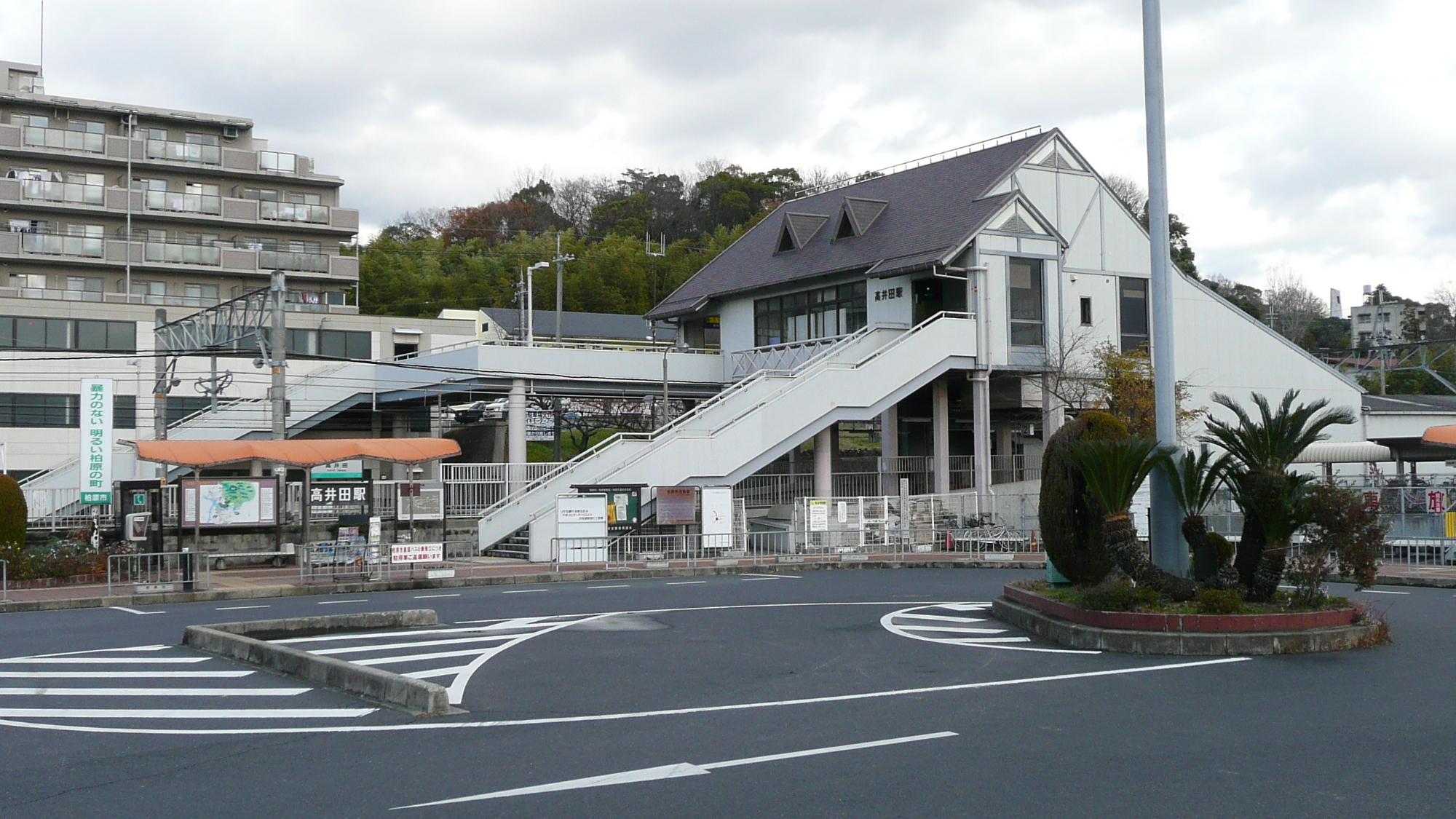
高井田車站
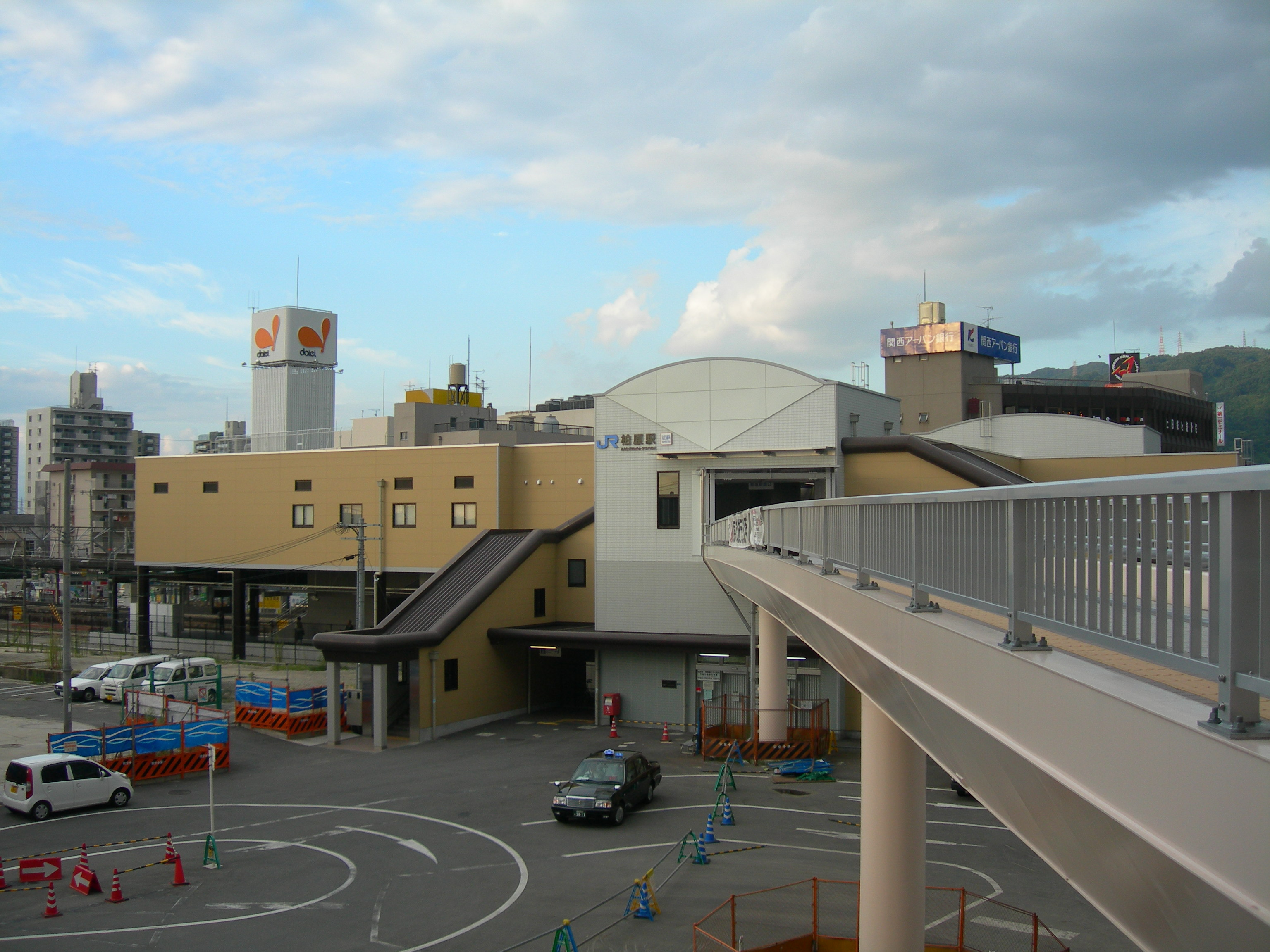
柏原車站
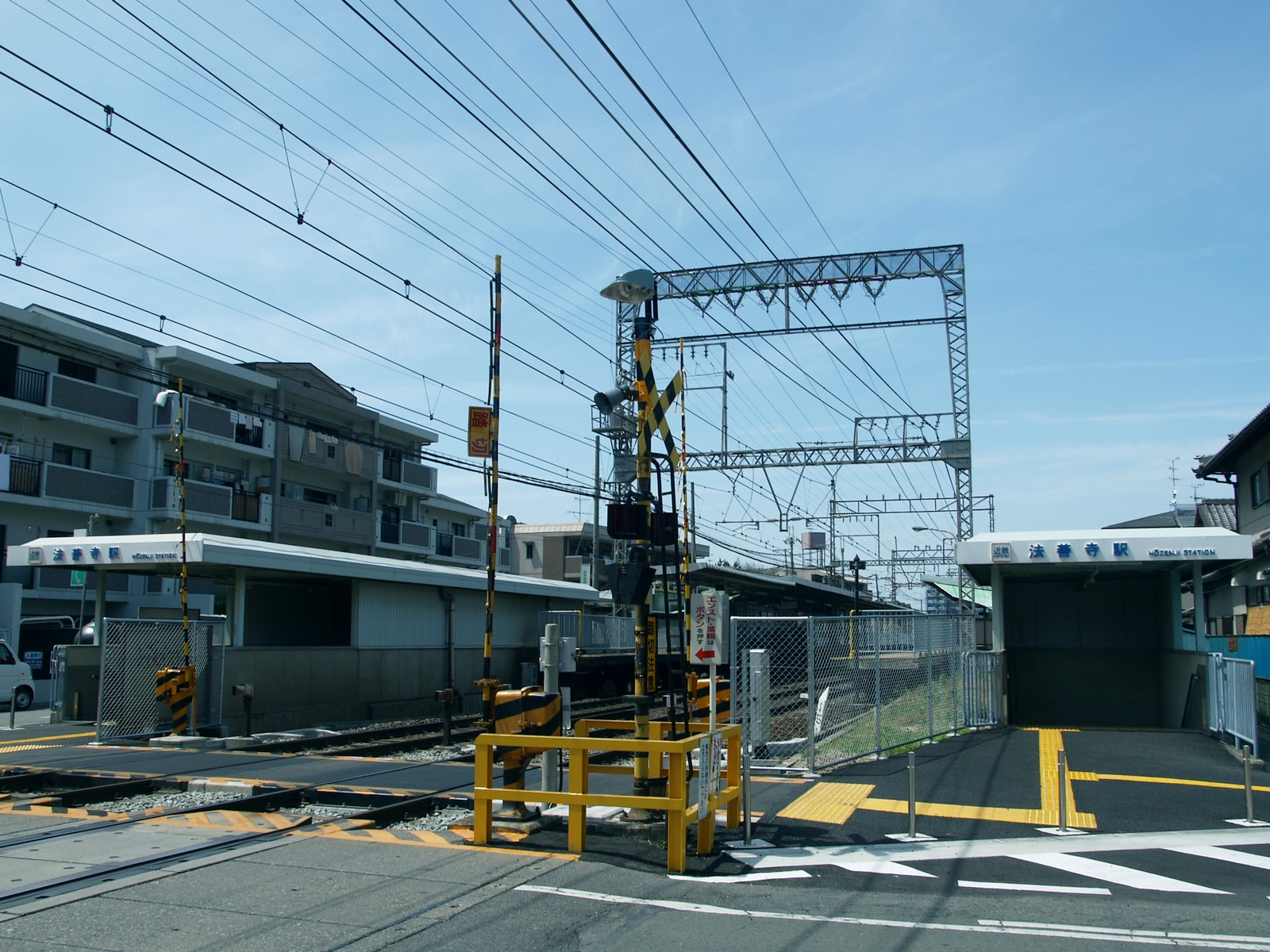
法善寺車站
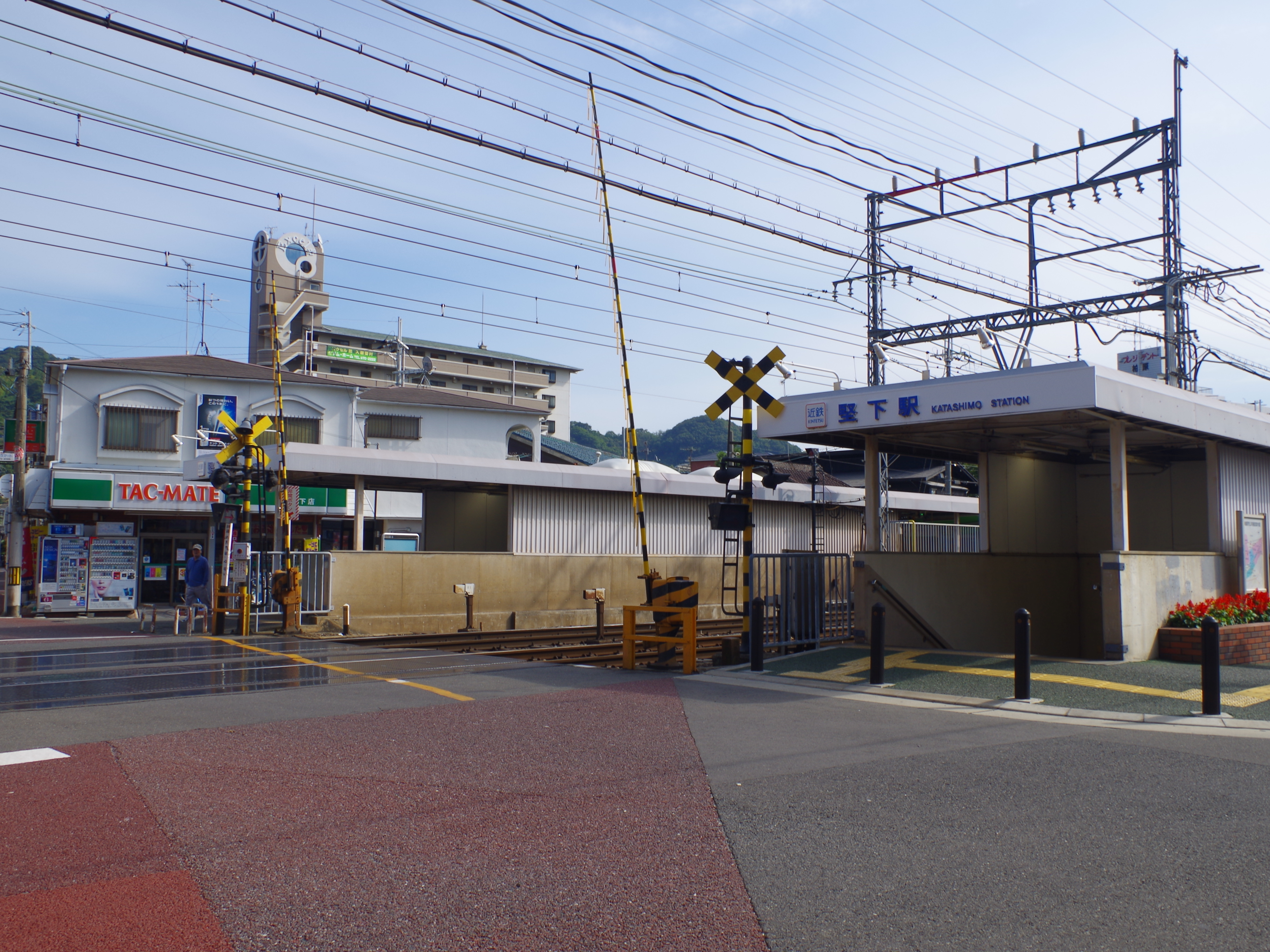
堅下車站
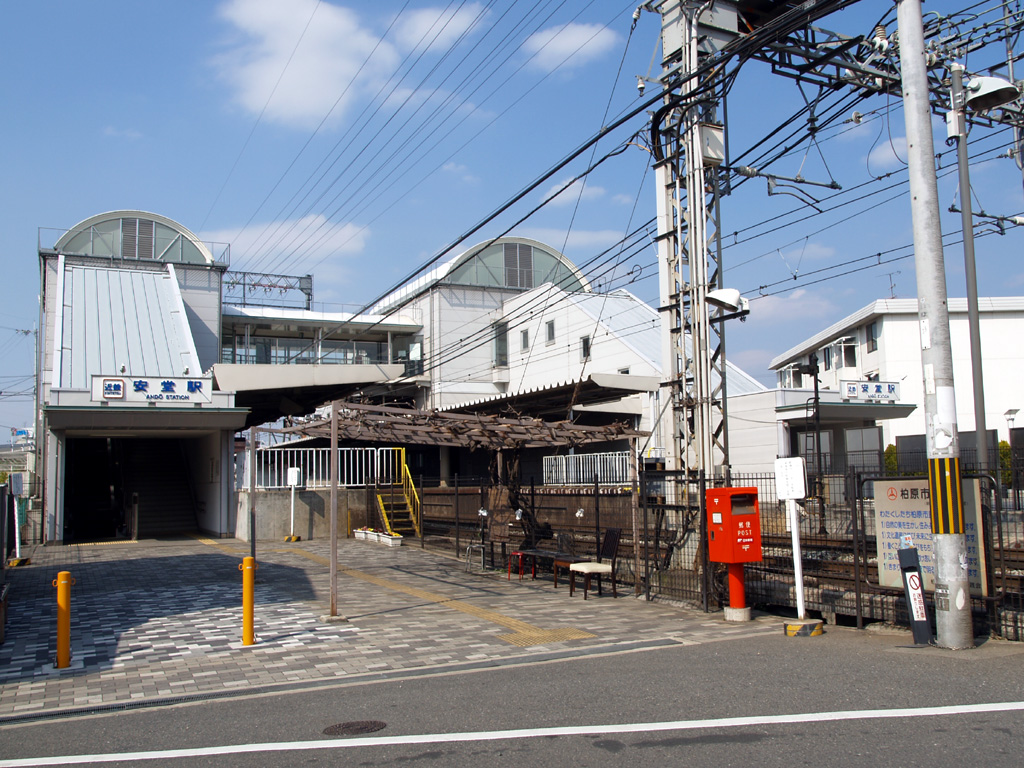
安堂車站
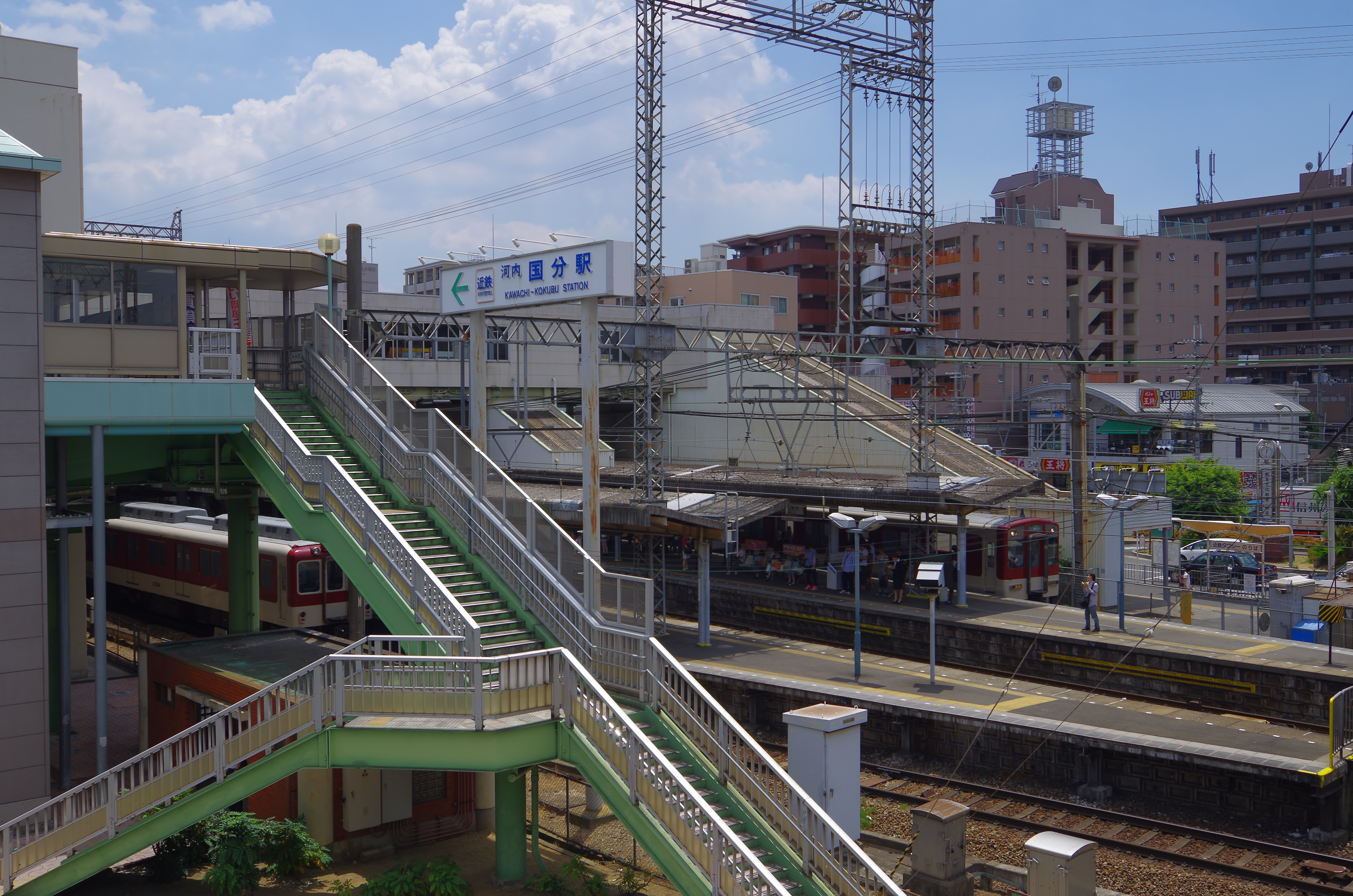
河內國分車站
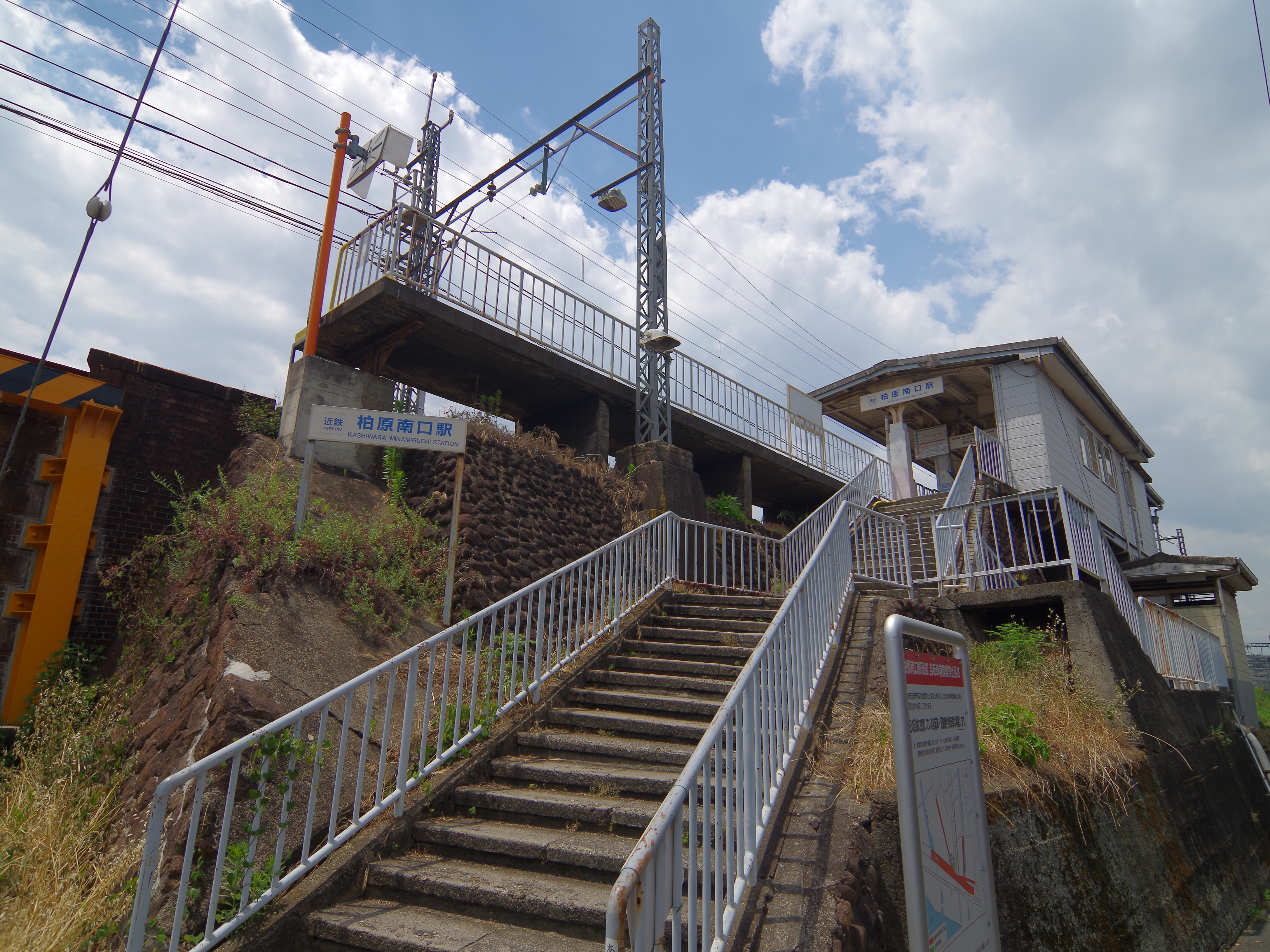
柏原南口車站

### 公路
高速道路
- 西名阪自動車道：（藤井寺市） - 柏原交流道 - （香芝市）

## 觀光資源
1615年大阪夏之陣曾在本地發生道明寺之戰，此戰中後藤又兵衛布陣於轄內的玉手山，最終也在此戰死，也因此在此區域有多處與當時戰役有觀之供養碑。

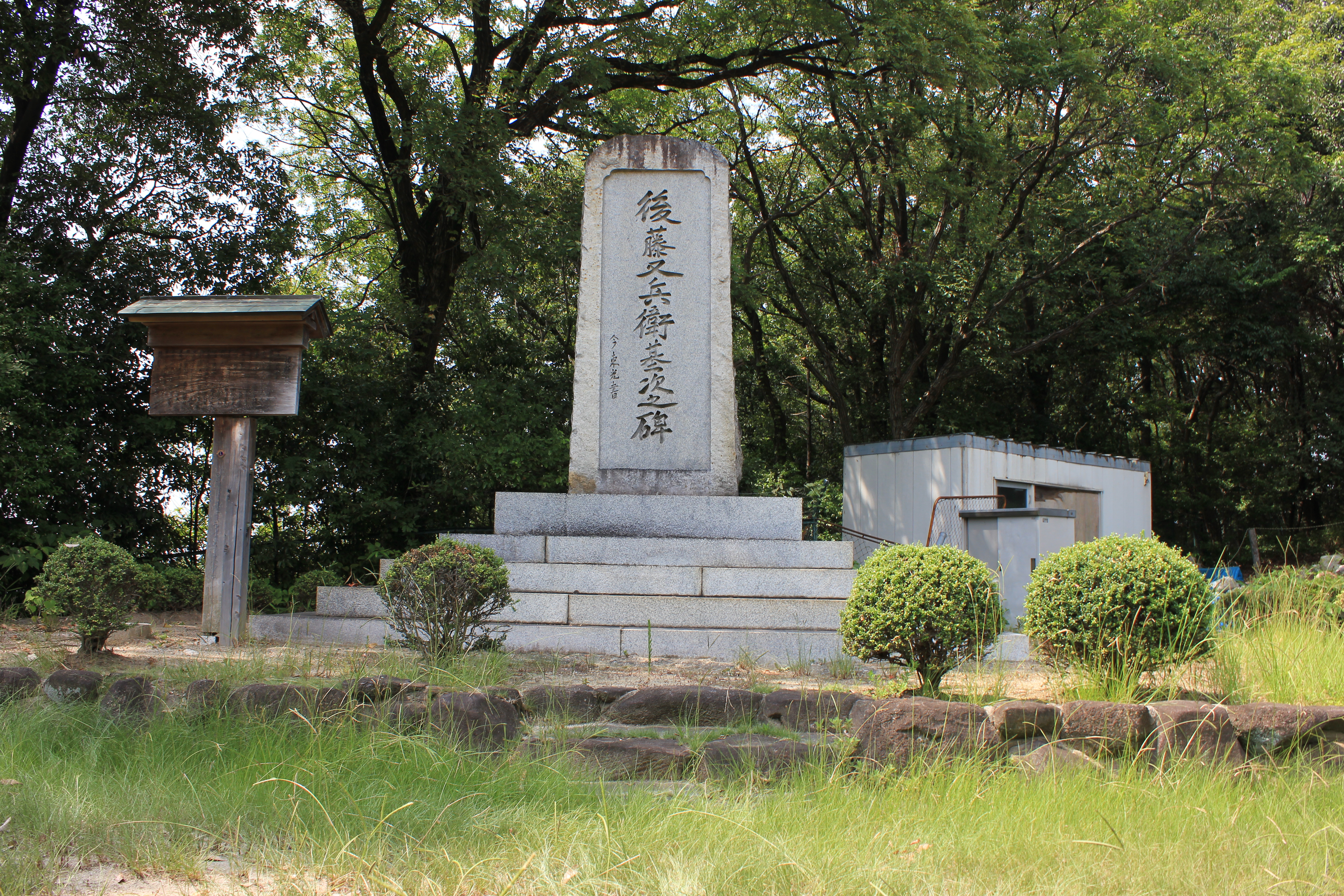
位於玉手山公園的後藤又兵衛基次之碑

## 教育

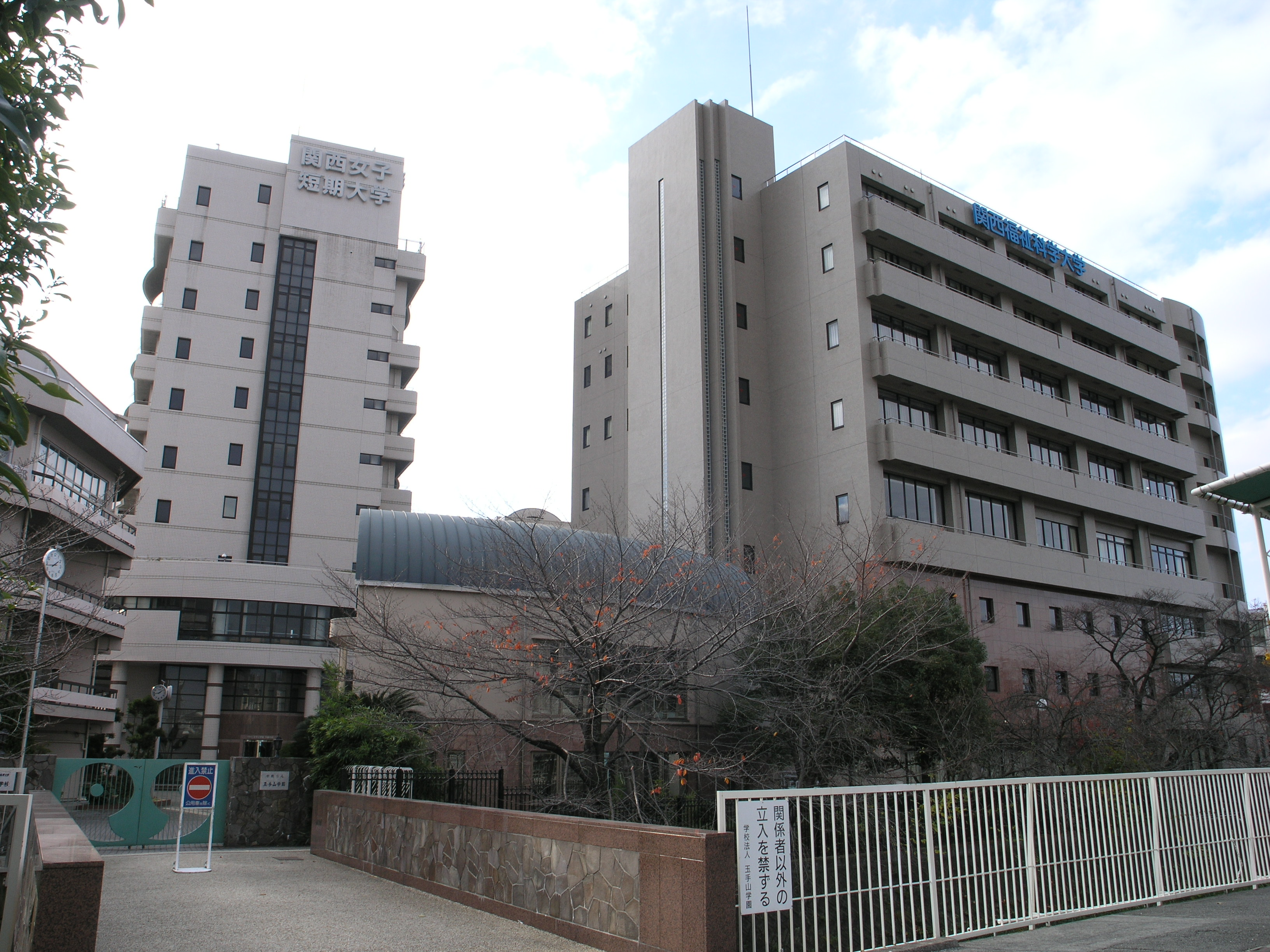
左棟為關西女子短期大學校舍，右棟為關西福祉科學大學校舍

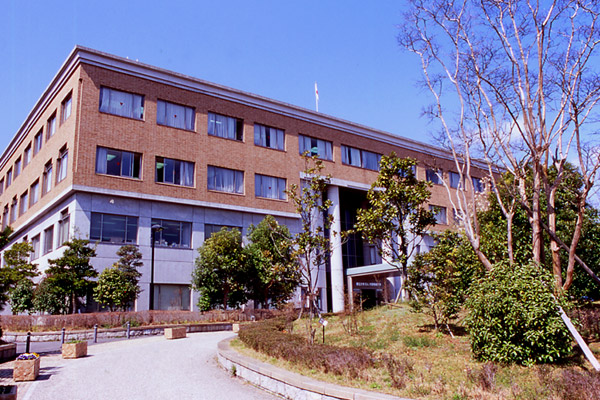
大阪教育大學柏原校區

轄內的關西福祉科學大學高等學校前身為成立於1942年玉手山女學校，玉手山女學校在1948年隨著學制改革改設為「玉手山高等學校」，1965年其營運單位學校法人玉手山學園新設立关西女子短期大学，1970年新設立關西醫療技術專門學校，1997年進一步新設立關西福祉科學大學，高等學校也隨之更名為現在的名稱。
大阪教育大學則於1992年將校本部遷移至此。

## 姊妹、友好城市

### 海外
- 新鄉市（中國河南省）
兩地於1990年9月26日締結為友好都市
- 格罗塞托（義大利托斯卡纳大区格羅塞托省）
兩地於1999年5月12日締結為友好都市

## 本地出身之名人
- 土井正博：棒球選手
- 田中友幸：電影製作人
- 杉本音吉：日治時期高雄市的企業家

## 外部連結
- （日語） 柏原市政府的Facebook專頁
- （日語） 柏原市政府的Instagram帳戶
- （日語） 柏原市官方Twitter的X（前Twitter）
- （日語） YouTube上的柏原市官方頻道頻道